# L'Arboç
L'Arboç és una vila i municipi de la comarca del Baix Penedès.
| Entitat de població      | Habitants (2024) |
| l'Arboç                  | 5.684            |
| les Casetes de Puigmoltó | 49               |
| la Llacuneta             | 11               |
| Can Vies                 | 1                |
| Font: Idescat            |                  |

## Geografia
- Llista de topònims de l'Arboç (Orografia: muntanyes, serres, collades, indrets..; hidrografia: rius, fonts...; edificis: cases, masies, esglésies, etc).

El municipi és situat a la part oriental de la comarca, envoltat pel terme de Castellet i la Gornal (Alt Penedès), excepte per l'oest on limita amb Banyeres del Penedès i, en un petit sector, amb Sant Jaume dels Domenys. L'enclavament de Can Vies (0,3 km²) està separat uns 1.300 m del sector principal del terme. L'enclavament és entre Castellet i la Gornal, Castellví de la Marca i Santa Margarida i els Monjos, a l'Alt Penedès i a la província de Barcelona.
Els conreus tradicionals són la vinya, l'olivera, els sembrats (avui en dia en franca regressió).

## Demografia
| 1497 f | 1515 f | 1553 f | 1717 | 1787  | 1857  | 1877  | 1887  | 1900  | 1910  |
| ------ | ------ | ------ | ---- | ----- | ----- | ----- | ----- | ----- | ----- |
| 57     | 59     | 81     | 486  | 1.229 | 1.397 | 1.601 | 1.774 | 1.918 | 1.866 |

| 1920  | 1930  | 1940  | 1950  | 1960  | 1970  | 1981  | 1990  | 1992  | 1994  |
| ----- | ----- | ----- | ----- | ----- | ----- | ----- | ----- | ----- | ----- |
| 1.721 | 1.621 | 1.463 | 1.509 | 1.785 | 2.361 | 3.977 | 3.735 | 3.537 | 3.537 |

| 1996  | 1998  | 2000  | 2002  | 2004  | 2006  | 2008  | 2010  | 2012  | 2014  |
| ----- | ----- | ----- | ----- | ----- | ----- | ----- | ----- | ----- | ----- |
| 3.362 | 3.427 | 3.551 | 3.873 | 4.164 | 4.802 | 5.337 | 5.469 | 5.486 | 5.515 |

| 2016  | 2018  | 2020  | 2022  | 2024  | 2026 | 2028 | 2030 | 2032 | 2034 |
| ----- | ----- | ----- | ----- | ----- | ---- | ---- | ---- | ---- | ---- |
| 5.520 | 5.505 | 5.609 | 5.604 | 5.758 | -    | -    | -    | -    | -    |

## Història
Es creu que l'Arboç va néixer d'una localitat romana anomenada Stabulo Novo i que a partir d'aquell poble situat al costat de la Via Augusta va néixer l'Arboç. Es tenen referències de l'Arboç al 991, quan es parla de l'església de Sant Julià, i al 1064, quan en un document apareix la paraula Arbucio, que vol dir l'Arboç en llatí. La història de l'Arboç ve marcada per la seva condició de vila reial (no sotmesa al senyor feudal), per la qual cosa gaudia de concessions i privilegis propis: el mercat dels dimarts data de l'any 1200, la Fira de Santa Llúcia de l'any 1230, a més de posseir un notari públic i un call jueu, situat al carrer de la Plateria.
Però fent un salt en el temps, la petjada històrica que més ha colpit la història col·lectiva d'aquesta població foren els episodis protagonitzats l'any 1808 pels vilatans arbocencs a la Guerra del Francès, amb l'heroica resistència contra les tropes napoleòniques comandades pel general Chabran.

## Cultura
La tradició folklòrica de l'Arboç és rica i variada.
El Ball de diables amb la seva famosa carretillada, el Ball de bastons, els Gegants i Nans i el drac Badalot són l'exponent de l'empenta associativa de L'Arboç, als quals s'han d'afegir l'Elenc Artístic Arbocenc, la Coral Ressò, l'Esbart Sant Julià, una penya blaugrana, una penya ciclista i un club de futbol, entre d'altres. Tot plegat fa de l'Arboç una vila culturalment rica, de tarannà amable amb el visitant i sempre amatent per a mantenir dempeus els puntals de la seva pròpia identitat.
L'any 2017, el Govern de la Generalitat de Catalunya atorgà la Creu de Sant Jordi a l'Elenc Artístic Arbocenc per la seva trajectòria més que centenària dedicada a la promoció del teatre.
Hi són tradicionals les puntes de coixí (l'Arboç, terra de bon vi i de puntes de coixí), que amb les d'Arenys de Mar són les de més anomenada del Principat. Fins i tot hi ha un museu, el Museu de Puntes al Coixí de l'Arboç.
Actualment a l'Arboç se celebren una bona colla de fires i festes: La Festa Major de Sant Julià, que se celebra el 9 de gener, la Festa Major, que se celebra el quart diumenge d'agost, la Fira Modernista, la fira de santa Llúcia, la festa de la Cervesa, la fira de l'Enramada...

## La Festa Major

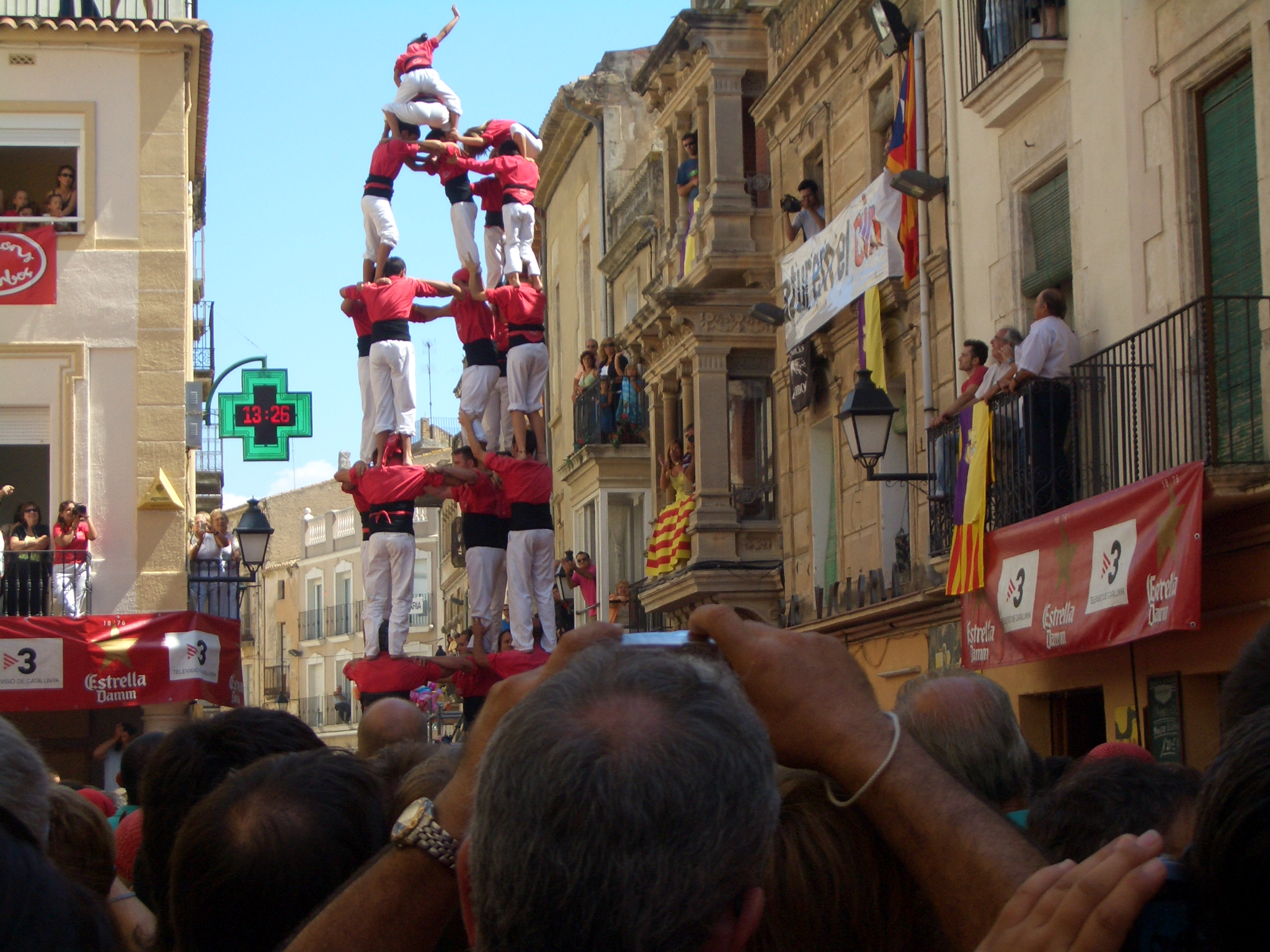
Els Minyons de l'Arboç durant la Festa Major a la plaça de la Vila.

La Festa Major de l'Arboç és una de les més típiques de Catalunya. Se celebra el quart diumenge d'agost, tal com diu la dita popular a la contrada: El quart diumenge d'agost, és Festa major a l'Arboç, i acull una gran varietat d'actes: des de l'actuació del folklore de la vila, com poden ser la colla de diables, bastoners, gegants, bestiari o la colla castellera Minyons de l'Arboç, fins a concerts d'algun dels grups del moment. Ara bé, el moment més esperat per la majoria d'arbocencs i arbocenques és la tradicional Carretillada, quan el carrer Major, a les fosques, acull el ball de diables.
La Festa Major de l'any 2008 va recuperar el "Ball de Pastorets i Pastoretes" que no es feia des de l'any 1947.
El 2009, la Festa Major de l'Arboç va ser declarada festa patrimonial d'interès nacional per la Generalitat de Catalunya.

## Llocs d'interès

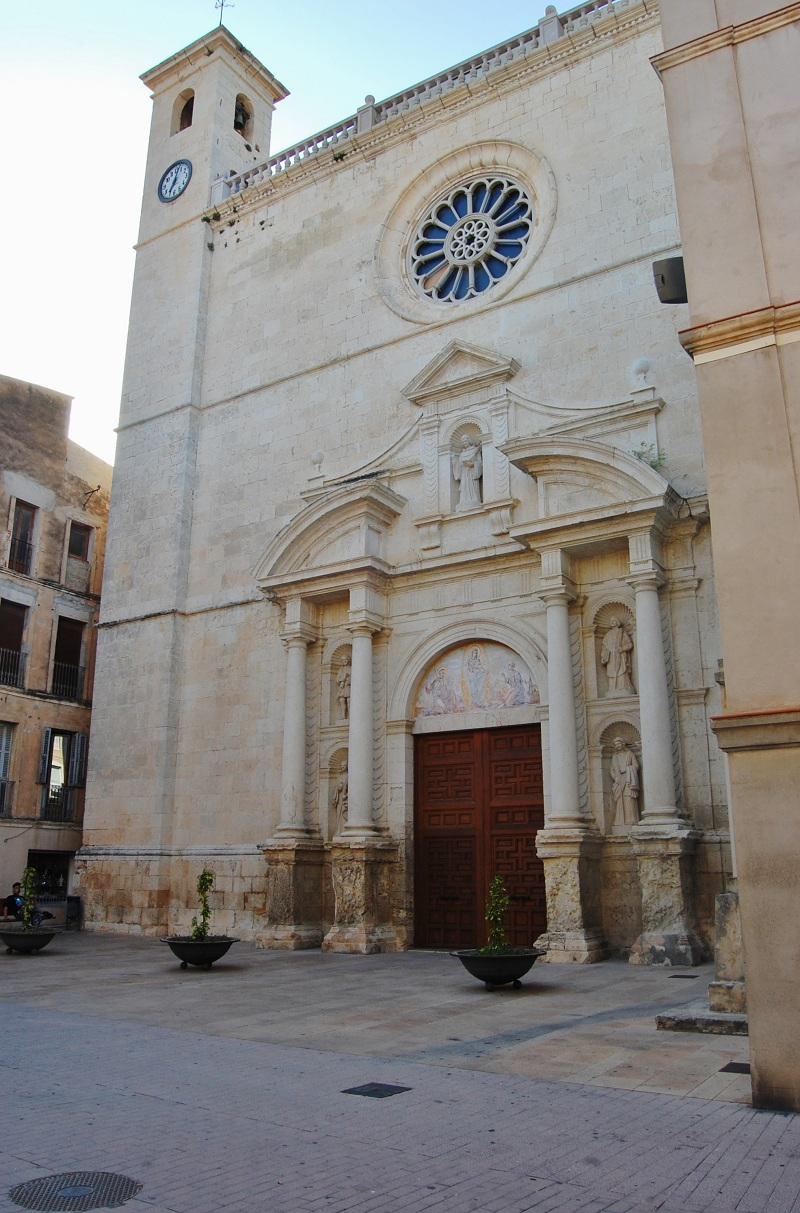
La façana de l'església de Sant Julià

- La façana de l'església de Sant JuliàL'església parroquial, edifici construït entre 1631 i 1647 substituint un temple anterior, d'època romànica. Té una sola nau amb un absis poligonal i capelles laterals entre els contraforts. La volta és de creueria, de tradició gòtica. El campanar, bastit abans de l'església, entre 1622–1627, conserva el basament romànic i una capella interior coberta amb volta de canó. La façana és flanquejada per dues torretes de planta quadrada. Té una gran rosassa i, a sota, la portalada barroca. La porta està emmarcada per dos parells de columnes que sostenen un entaulament partit, amb frontó semicircular. Al centre hi ha una fornícula amb una imatge moderna del sant. A l'interior hi ha la capella dels Dolors, que correspon a la capçalera de l'antiga església, del segle xiii. Conserva les restes de les pintures murals franco-gòtiques de principis de segle xiv pintades amb la tècnica de la pintura al fresc de L'Arbre de la Vida o El Lignum vitae de l'Arboç. El 1936 va ser cremada i van resultar destruïts els valuosos retaules barrocs que contenia. La reconstrucció del temple va ser duta a terme per l'arquitecte Pere Cendoya. L'altar major va ser substituït per un baldaquí amb una imatge de Sant Julià, obra de Frederic Marès.

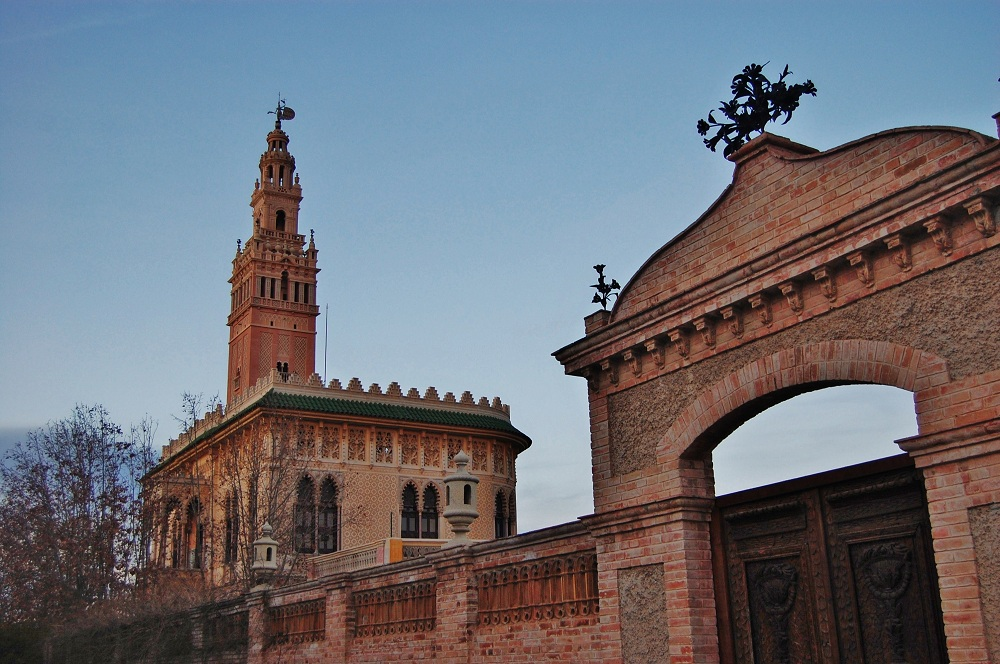
La Giralda de l'Arboç.

- La Giralda de l'Arboç.La Giralda, a dues passes del monument a l'abat de Montserrat Aureli M. Escarré, fill il·lustre de la vila, s'aixeca l'esvelta silueta de La Giralda, una fantasia d'estil historicista neoàrab edificada a principis del segle XX amb la voluntat de reproduir, a menor escala i dins un mateix edifici, la Giralda de Sevilla, el Pati dels Lleons de l'Alhambra de Granada i el Saló dels Ambaixadors dels "Reales Alcázares" de Sevilla. L'artífex d'aquesta obra va ser l'arbocenc Joan Roquer i Marí, i el complex va ser construït sense arquitecte pel gran mestre d'obres arbocenc Sr. Feliu. Les obres de construcció van concloure l'any 1908. La Giralda va servir de residència d'estiu del matrimoni Roquer-Negrevernís fins a l'esclat de la Guerra Civil. En el transcurs de l'escomesa, l'edifici va ser confiscat i va servir de quarter general de l'aviació republicana durant la batalla de l'Ebre. Posteriorment l'edifici es va vendre i va passar per diversos propietaris mentre s'anava deteriorant inexorablement. L'any 1981 La Giralda de l'Arboç va ser adquirida per Sr. Manuel Camino, que encara n'és l'actual propietari. Va comprar un edifici molt deteriorat i amb importants problemes estructurals fruit del subsòl ric amb argiles expansives presents al turó de l'Arboç. L'any 2008 es van concloure les obres de rehabilitació i La Giralda va ser reinaugurada en un acte en què hi va assistir el president de la Generalitat, José Montilla. Des de l'any 2008, La Giralda aten visites turístiques i es lloga per a l'organització d'esdeveniments.

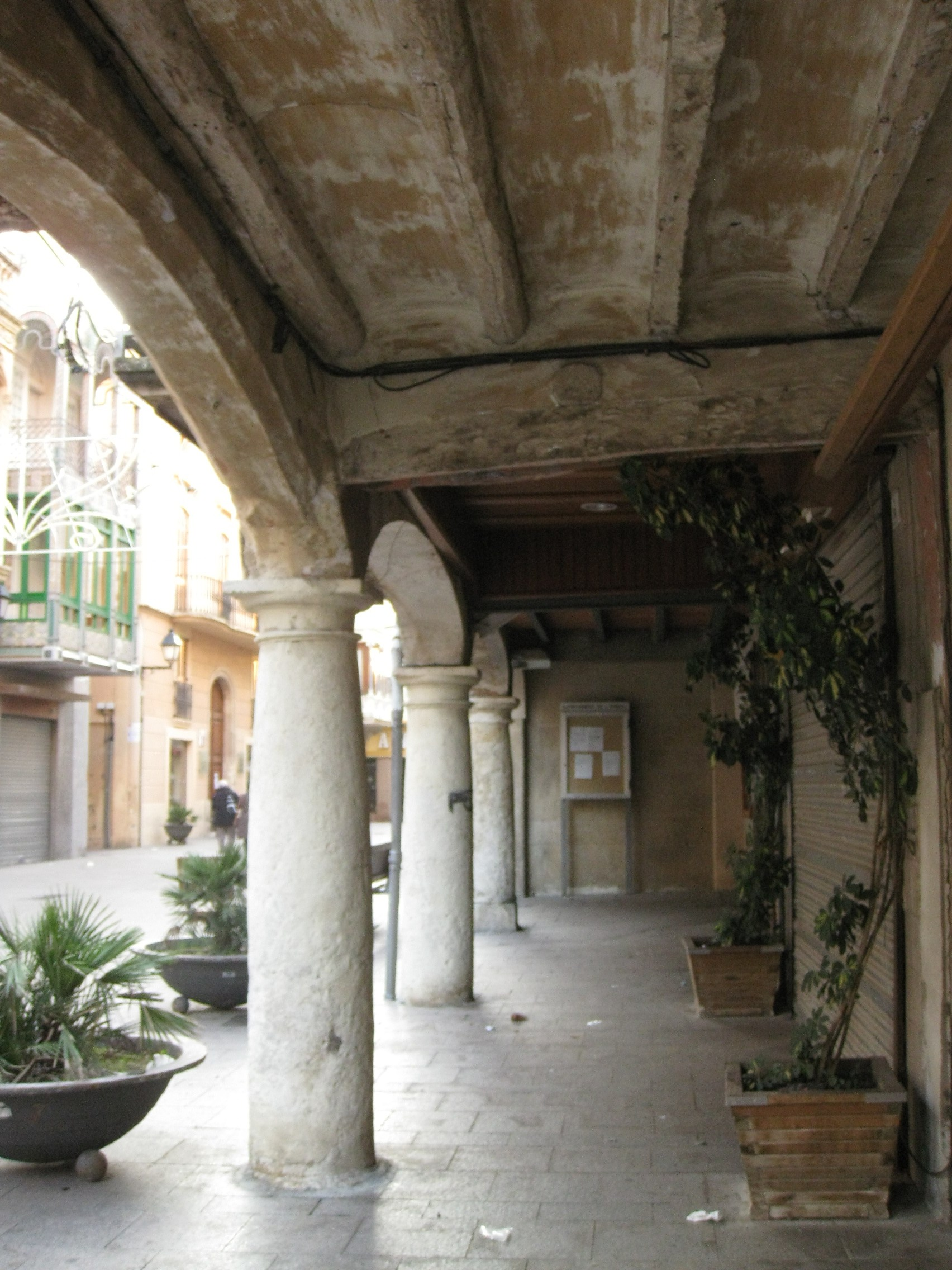
Les voltes de la plaça de la vila.

- Les voltes de la plaça de la vila.El carrer Major i la plaça de la Vila reuneix la rectoria, la casa de la vila, la casa pairal de l'abat Escarré i les façanes d'estil modernista amb les cases porticades de la plaça. Aquesta sèrie d'edificis compon un atractiu conjunt capaç d'embadalir qualsevol vianant. Igualment cal fer una parada interessant a l'Arxiu Arbocenc, un valuós compendi gràfic i documental de tot allò que fa referència a l'Arboç.

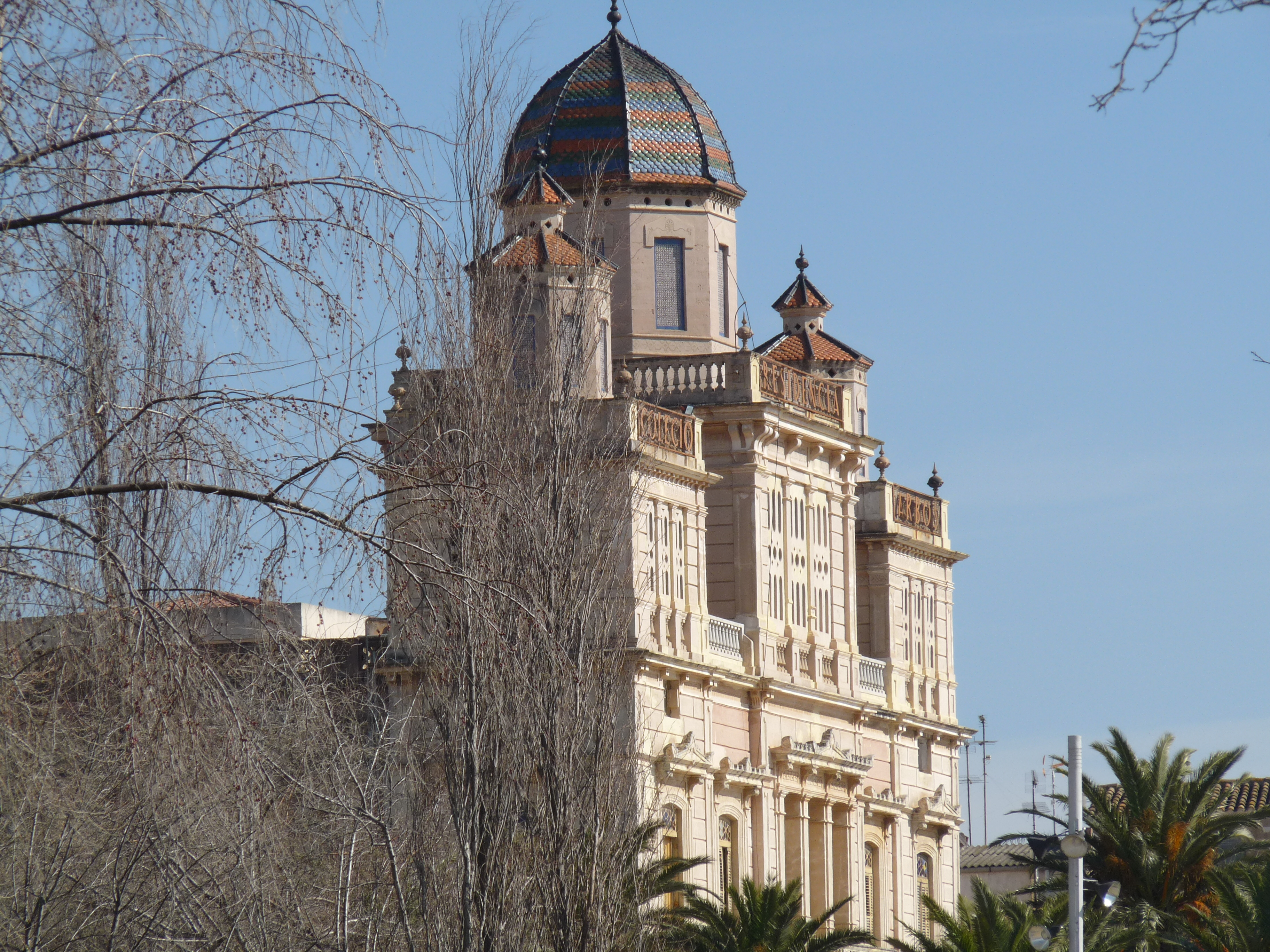
El Palau Gener.

- El Palau Gener.Palau Gener i Batet. Aquest emblemàtic edifici fou fet construir l'any 1873 com a residència de Josep Gener i Batet. Nascut a l'Arboç l'any 1831, als 13 anys, com bastants joves d'aquella època, Gener i Batet va marxar a fer fortuna a Cuba. Es va establir a la població de Pinar del Rio i d'allí va passar a treballar com a depenent de tabac en una botiga de l'Havana. Ben aviat, es pogué comprar una petita plantació de tabac anomenada “Hoyo de Monterrey” i, el 1865, creà la famosa marca “La Escepción” en una fàbrica on treballaven 400 obrers. També comercialitzà la marca de tabac cubà Gener, coneguda encara avui en dia, i inclogué en la seva activitat el comerç de sucre. En Josep Gener i Batet fou un gran industrial i comerciant que feu una gran fortuna (la tercera fortuna del país en el seu moment). L'any 1873, tornà a la terra que l'havia vist néixer i va fer construir la seva residència damunt l'antiga casa dels seus avis materns. El Palau Gener i Batet va ser construït en dues fases. La part més espectacular, la façana de les grans torres, va acabar-se l'any 1889. La marca de cigars cubans “La Escepción de José Gener” és actualment la més cara del món. Un sol exemplar d'aquesta marca es cotitza a més 500 euros.

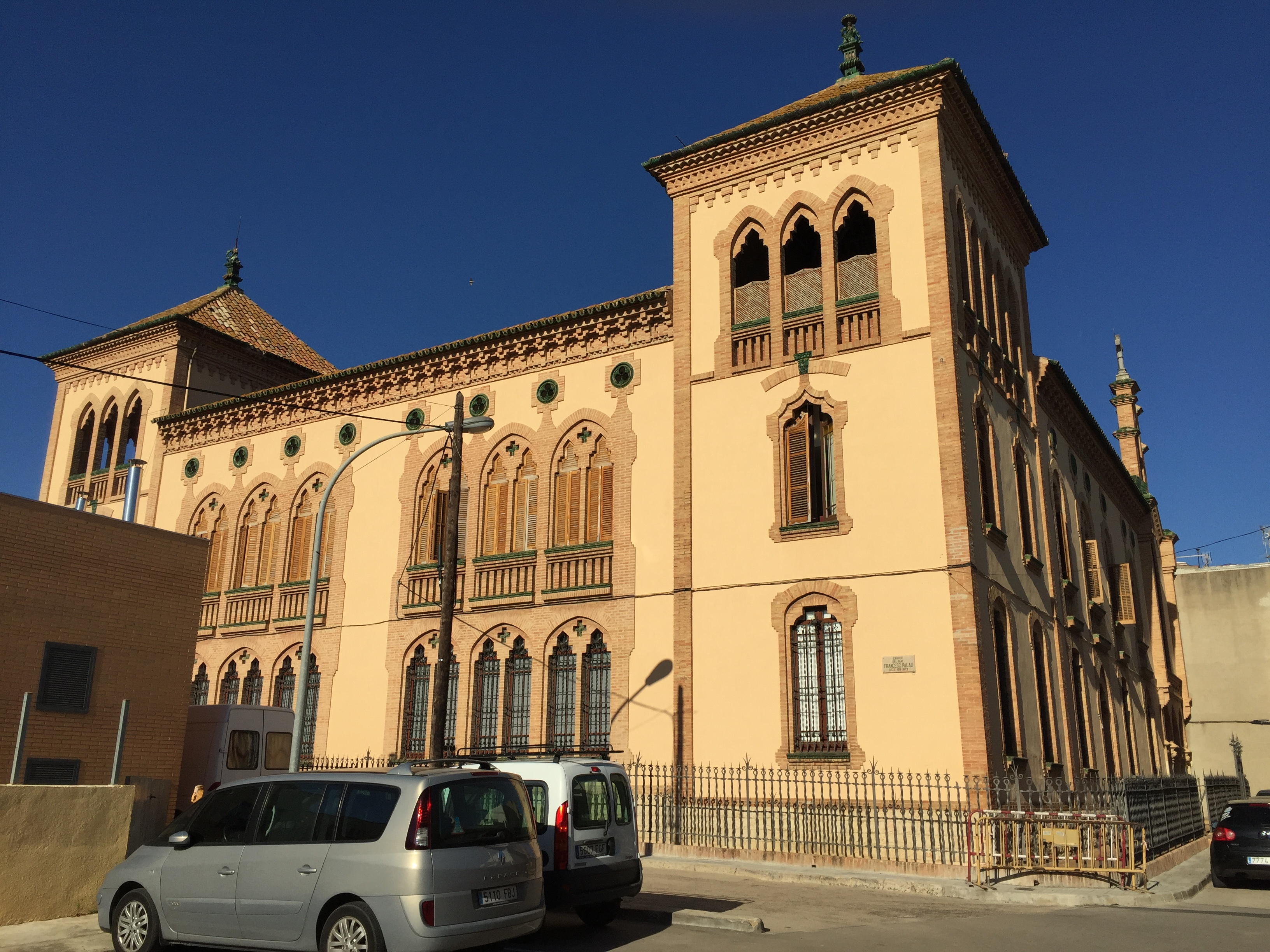
L'hospital de Sant Antoni Abat.

- L'hospital de Sant Antoni Abat.L'Hospital de Sant Antoni Abat. Edifici considerat la catedral del Modernisme arbocenc. Sota la direcció dels arquitectes Eugeni Campllonch i Emili Cabanyes, va ser erigit en substitució de l'antic hospital medieval. Les obres van ser sufragades, tal com testimonia la placa de marbre que trobem a l'interior, per Pablo Torres Picornell i Lutgarda Gener Seycher a la memòria dels pares d'ella, els grans benefactors de la vila de l'Arboç Josep Gener i Batet i Francisca Seycher de León. En l'estil modernista de l'Hospital de Sant Antoni totes les finestres del conjunt estan emmarcades amb una ornamentació d'obra vista. La ceràmica vidriada i els treballs de ferro forjat i en fusta constitueixen elements decoratius importants en tot el conjunt. El pati interior acull magnífics exemples de ceràmica vidriada. Els arcs d'obra vista treballats amb totxo i la típica volta catalana decoren no només el pati interior, sinó moltes de les estances de l'edifici. Dues torres quadrades coronen la façana lateral. La planta és un rectangle de 25 x 30 metres, amb un pati o claustre central de 7 x 14 metres, format per dos pisos de columnes i arcs, construïts amb maó vist, i rematats per un ràfec d'elements ceràmics que formen un conjunt de gran harmonia. L'edifici consta de planta baixa i un pis que està coronat per dues grans torres quadrades, una a cada punta de la façana de ponent. Aquestes torres tenen coberta a quatre aigües amb molt de pendent, acabada amb elements de ceràmica vidriada. L'entrada al conjunt és al carrer de l'Hospital, a la façana de migdia. Tot l'edifici i el seu pati o jardí exterior és envoltat d'una reixa amb un gran treball de ferro forjat. Si bé l'Hospital es va inaugurar el 29 de març de 1911 i la capella es va consagrar el 14 de maig d'aquell mateix any, les obres de molts dels acabats continuaren fins al 1913. El cost total de l'obra va ascendir a 145.592,27 pessetes.El Monument a la puntaire de l'Arboç, obra de l'escultor Joan Tuset i Suau a la carretera N-340.

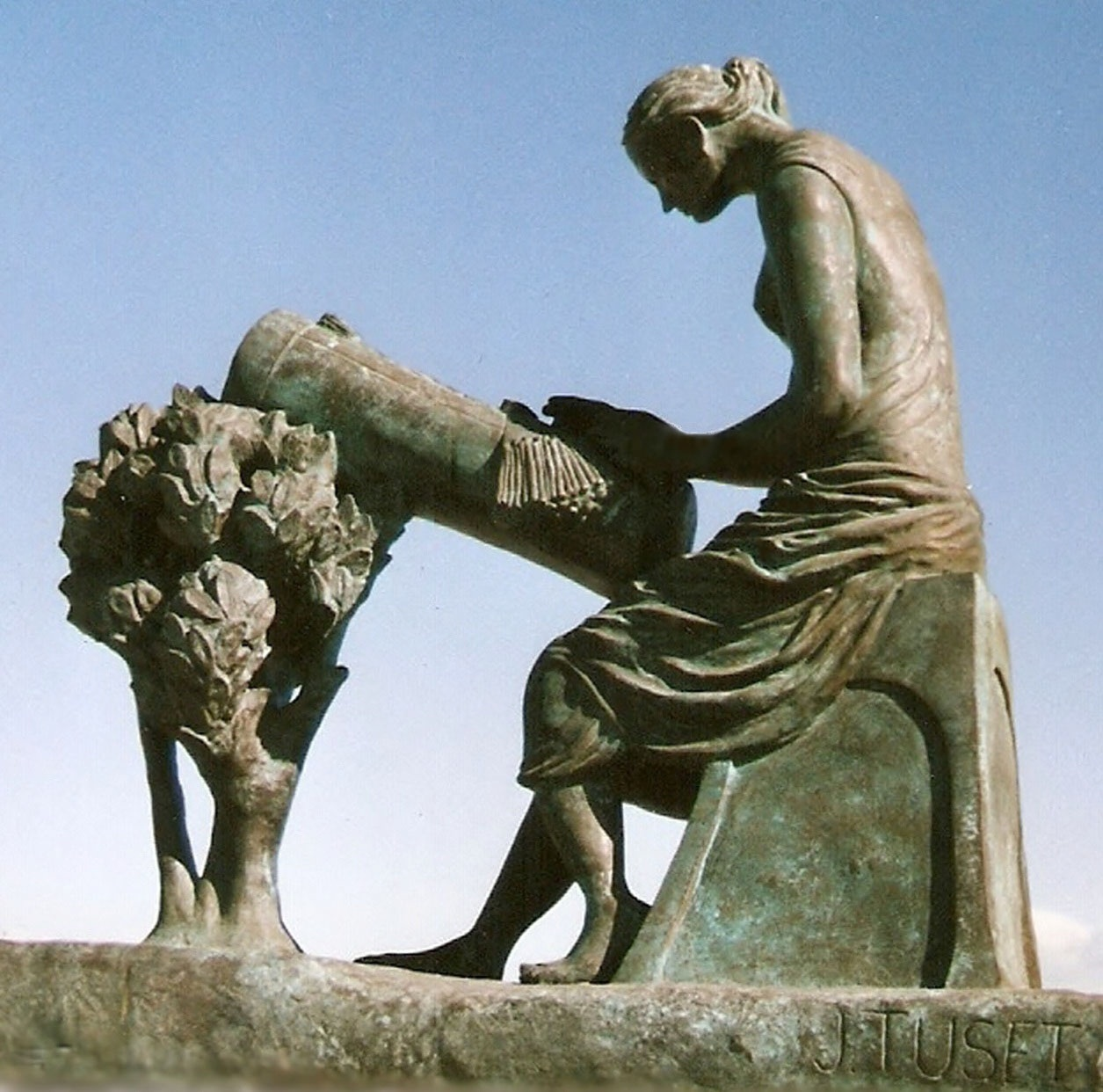
El Monument a la puntaire de l'Arboç, obra de l'escultor Joan Tuset i Suau a la carretera N-340.

- Museu de Puntes al Coixí. L'artesania de les Puntes al Coixí ha estat una de les indústries que més renom a donat a la vila, arran de la finor i delicadesa de les seves puntes, l'originalitat dels seus motius ornamentals i les tècniques desenvolupades fruit de generacions de pràctica d'aquest art manual. No en va, la "Punta Arbocenca" ha estat declarada Ofici Singular de Catalunya. El museu exposa més de 500 peces i ofereix la possibilitat de gaudir d'una visita guiada. Disposa també de servei de botiga en un espai compartit amb l'Oficina de Turisme de l'Arboç.
- Monument a la puntaire de l'Arboç, protegit com a bé cultural d'interès local (BCIL). L'obra escultòrica està situada en una rotonda a l'entrada del poble. El monument és un homenatge a l'arrelada i coneguda artesania local de la punta de coixí, i a les puntaires de tot Catalunya, obra del pintor i escultor local Joan Tuset i Suau.

## Administració
| Període     | Alcalde o alcaldessa                                | Partit polític     | Data de possessió | Observacions |
| ----------- | --------------------------------------------------- | ------------------ | ----------------- | ------------ |
| 1979–1983   | Julián Jordi Coll                                   | PSC                | 19/04/1979        | --           |
| 1983–1987   | Joan Català Galimany                                | CIU                | 28/05/1983        | --           |
| 1987–1991   | Benjamín Rodríguez Fuertes / Modesto Manso Figueras | PSC / Independents | 30/06/1987        | --           |
| 1991–1995   | Benjamín Rodríguez Fuertes / Joan Català Galimany   | PSC / CIU          | 15/06/1991        | --           |
| 1995–1999   | Joan Català Galimany                                | CIU                | 17/06/1995        | --           |
| 1999–2003   | Joan Malla Navarro                                  | PSC                | 03/07/1999        | --           |
| 2003–2007   | Joan Plana i Pons / Carles Ribé Solé                | CIU / ERC          | 14/06/2003        | --           |
| 2007–2011   | Joan Plana i Pons / Carles Ribé Solé                | CIU / ERC          | 16/06/2007        | --           |
| 2011–2015   | Joan Sans Freixas                                   | PSC                | 11/06/2011        | --           |
| 2015–2019   | Joan Sans Freixas                                   | PSC                | 13/06/2015        | --           |
| 2019-2023   | Joan Sans Freixas                                   | PSC                | 15/06/2019        | --           |
| Des de 2023 | Joan Sans Freixas                                   | PSC                | 17/06/2023        | --           |

### Eleccions municipals
Llista d'alcaldes i nombre de regidors per partit
| Junts                      | -  | -  | -  | -  | -  | -  | -  | -  | -  | -  | 2  | -  |
| PSC                        | 4  | 5  | 4  | 4  | 4  | 6  | 4  | 5  | 6  | 8  | 8  | 7  |
| PP                         | -  | -  | 0  | 0  | 0  | 0  | 0  | 0  | 1  | 0  | 0  | 0  |
| ERC                        | 0  | 0  | 0  | 0  | 0  | 1  | 2  | 2  | 2  | 1  | 2  | 1  |
| ICV                        | -  | -  | -  | 0  | 0  | 0  | 0  | 0  | -  | -  | -  | -  |
| CUP                        | -  | -  | -  | -  | -  | -  | -  | -  | -  | 2  | 1  | -  |
| CiU                        | 5  | 5  | 5  | 5  | 7  | 4  | 5  | 4  | 4  | 2  | -  | -  |
| PSUC                       | 2  | 1  | -  | -  | -  | -  | -  | -  | -  | -  | -  | -  |
| Altres                     | 0  | 0  | 2  | 2  | 0  | 0  | 0  | 0  | 0  | 0  | 0  | 5a |
| Total                      | 11 | 11 | 11 | 11 | 11 | 11 | 11 | 11 | 13 | 13 | 13 | 13 |
| a Alternativa per l'Arboç; |    |    |    |    |    |    |    |    |    |    |    |    |

### Eleccions al Parlament de Catalunya del 2012
| Candidatura | Candidatura   | Cap de llista          | Vots  | Regidors | % vots |
| ----------- | ------------- | ---------------------- | ----- | -------- | ------ |
|             | CiU           | Artur Mas              | 590   |          | 25,85  |
|             | PSC           | Pere Navarro           | 468   |          | 20,50  |
|             | PPC           | Alicia Sánchez-Camacho | 288   |          | 12,62  |
|             | ERC           | Oriol Junqueras        | 264   |          | 11,56  |
|             | ICV-EUiA      | Joan Herrera           | 174   |          | 7,62   |
|             | CUP           | David Fernández        | 171   |          | 7,49   |
|             | C's           | Albert Rivera          | 167   |          | 7,31   |
|             | Vots en blanc |                        | 28    |          | 1,21   |
|             | Altres        |                        | 132   |          | 13,10  |
| Total       | Total         | 2.317                  | 2.317 |          | 67,87  |

## Arbocencs il·lustres
- Guillem de Masdovelles (s.XIV-XV), poeta, militar i polític
- Josep Gener i Batet (1831-1900), empresari i mecenes
- Aureli Maria Escarré i Jané (1908-1968), abat de Montserrat
- Salvador Sadurní i Urpí (1941), porter del Futbol Club Barcelona
- Joan Tuset i Suau (1957), pintor i escultor
- Jordi Jané i Guasch (1963), conseller d'Interior
- Òscar Pujol Riembau (1959), sanscritista i director de l'Instituto Cervantes de Nova Delhi

## Agermanaments
- Guadix (Espanya); des de 2019.[4]